# Port lotniczy Paderborn/Lippstadt
Port lotniczy Paderborn/Lippstadt (Flughafen Paderborn/Lippstadt) – lotnisko położone 15 km od centrum Paderbornu, w Nadrenii Północnej-Westfalii. W 2005 obsłużył około 1,34 mln pasażerów.

## Linie lotnicze i połączenia
| Linia lotnicza           | Kierunek |
| ------------------------ | --- |
| Air Cairo                | Sezonowo: 1. Hurghada |
| Air Nostrum              | Sezonowe czartery: 1. Palma de Mallorca |
| Corendon Airlines        | 1. Antalya |
| Eurowings                | Sezonowo: 1. Palma de Mallorca |
| Freebird Airlines Europe | Sezonowe czartery: 1. Antalya 2. Burgas 3. Dżerba 4. Fuerteventura 5. Gran Canaria 6. Heraklion 7. Hurghada (od 6 listopada 2023) 8. Kos 9. Palma de Mallorca 10. Rodos |
| Lufthansa                | 1. Monachium |
| Pegasus Airlines         | Sezonowo: 1. Antalya |
| Ryanair                  | 1. Alicante Sezonowo: 1. Malaga 2. Palma de Mallorca |
| SunExpress               | 1. Antalya |